# Гданський університет
Гда́нський університе́т (пол. Uniwersytet Gdański, лат. Universitas Gedanensis) — один з найбільших державних вищих навчальних закладів Польщі, заснований у 1970 році в місті Гданську.

## Історія
Згідно з рішенням Ради міністрів ПНР Гданський університет створений 20 березня 1970 року шляхом об'єднання Сопотської Вищої економічної школи (заснованої у 1945 року як Вища школа морської торгівлі) та Вищої педагогічної школи у Гданську (заснованої у 1946 році). Пізніше до складу університету також увійшла Вища школа підготовки вчителів.
Це найбільший навчальний заклад польського регіону Помор'я: в університеті близько 1700 викладачів, на 11 факультетах навчається близько 33 000 студентів, докторантів і аспірантів. Навчання ведеться за 26 напрямами за 106 спеціальностями.

## Факультети
Більшість факультетів зосереджені в трьох містах: Гданську, Гдині та Сопоті.
- Біологічний (Гданськ/Гдиня);
- Хімічний (Гданськ);
- Економічний (Сопот);
- Історичний (Гданськ);
- Філологічний (Гданськ);
- Фізико-математичний та інформатики (Гданськ);
- Суспільних наук (Гданськ);
- Океанографії та географії (Гданськ/Гдиня);
- Права та адміністрації (Гданськ/Кошалін);
- Менеджменту (Сопот);
- Психології.